# Центральный рынок (Ростов-на-Дону)
Центральный рынок (Старый базар, неофициальное название «Старбаз», официальное в советское время — рынок Андреевского района, сейчас — ЗАО «Центральный рынок» Ростова-на-Дону) — предприятие торговли города Ростов-на-Дону.
Расположен в старейшем районе Ростова — Ленинском. Помимо своей социальной роли быть «площадью в городе для торговли съестными и другими припасами на воле…» является историческим центром донской столицы.
Район рынка ограничен с востока переулком Семашко, с юга — улицей Тургеневской, с запада — проспектом Будённовским и с севера — улицей Станиславского. В этот почти правильный прямоугольник, помимо основной территории рынка, входят: со стороны улицы Тургеневской — здание Ростовского института (филиала) Российского государственного торгово-экономического университета; со стороны улицы Станиславского — подворье Собора Рождества Пресвятой Богородицы, со стороны переулка Семашко — возведенное в советское время двухэтажное здание бывшего магазина «Тысяча мелочей» и памятник архитектуры — знаменитый Дом зерноторговца П. Р. Максимова. Это — одно из первых каменных строений города, построенное в первой половине XIX века, предположительно — по проекту Шаржинского. Есть сведения о том, что в одной из лавок в этом доме служил приказчиком, а затем, став купцом, торговал П. Е. Чехов — отец будущего знаменитого писателя и драматурга.

## История
Во многом благодаря Старому базару возник и долгие годы развивался Ростов —купеческий город. История города отсчитывается с 15 декабря 1749 года, когда вышел императорский указ об учреждении в устье реки Темерник таможни «для сбору по тарифу и внутренних пошлин с привозимых из турецкой области и отвозимых из России за границу товаров…». Первые упоминания о ростовском рынке есть в исторических документах, датированных сороковыми годами XVIII века, но его исторические корни уходят ещё глубже. В начале XVIII века здесь, на Полуденке, была построена небольшая деревянная часовня, освящённая в честь Рождества Пресвятой Богородицы, которой суждено было стать своеобразным хранителем будущего городского рынка.
В 1820 году на торговой площади по проекту архитектора Шаржинского были построены деревянные Гостиные ряды, положившие начало формированию архитектурного ансамбля Центрального рынка. Старый базар стал так именоваться после того, как в 1840 годах о себе заявил Новый базар, который специализировался на продаже непродовольственных товаров. В 1905 году он был полностью уничтожен пожаром во время еврейских погромов и в 1906 году вновь открыт, но, возможно, в другом месте. Точных сведений об этом нет.

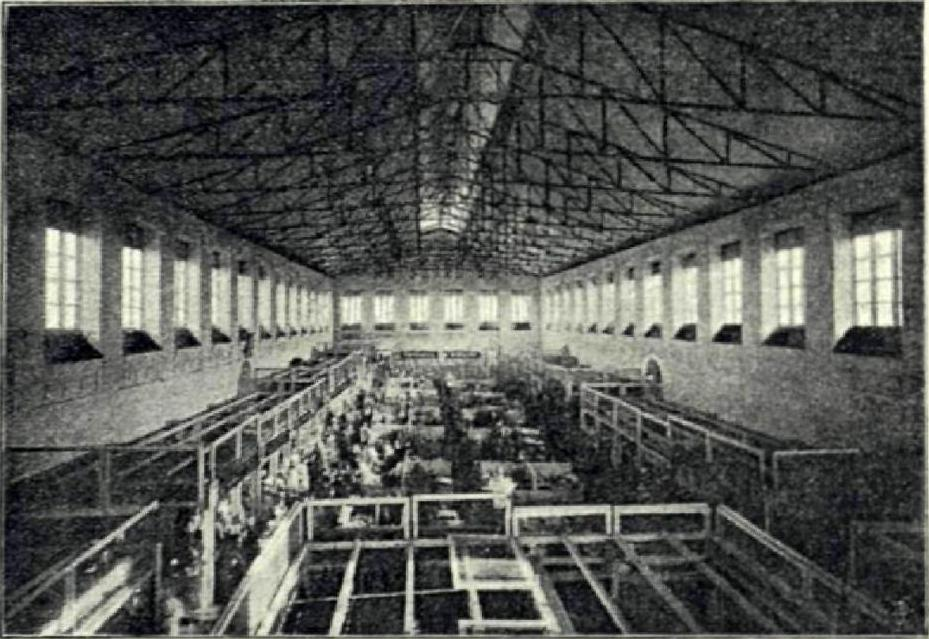
Внутренний вид рынка сразу после завершения строительства

В 1860 году на месте ветхой деревянной Рождество-Богородичной церкви был построен и освящён великолепный каменный собор Рождества Пресвятой Богородицы. Его проект был выполнен академиком К. А. Тоном, а средства на строительство выделили донские купцы С. Н. Кошкин и Ф. Н. Михайлов. В 1878 году по проекту войскового архитектора А. Кампиони на средства купца П. Максимова была построена 4-ярусная колокольня, завершившая формирование архитектурного ансамбля Старобазарной площади.
К 1893 году на Старом базаре было завершено строительство трёх крытых павильонов. Проектировал рынок городской архитектор Н. М. Соколов. Проекты второго и третьего крытых рынков демонстрировались на Нижегородской ярмарке 1896 года, где были удостоены золотых медалей и стали эталоном для рынков других городов России. Сегодня сохранился только третий крытый рынок, который отреставрирован и сейчас носит название вещевого павильона № 1 ЗАО «Центральный рынок», а два других и колокольня были разрушены фашистскими бомбардировщиками во время Великой Отечественной войны. На месте руин в начале 1960-х годов был построен мясной павильон, который после реконструкции, проведённой в 1989—1990 годах, приобрёл свой сегодняшний облик, ныне известный всей России.

Исторические фотографии
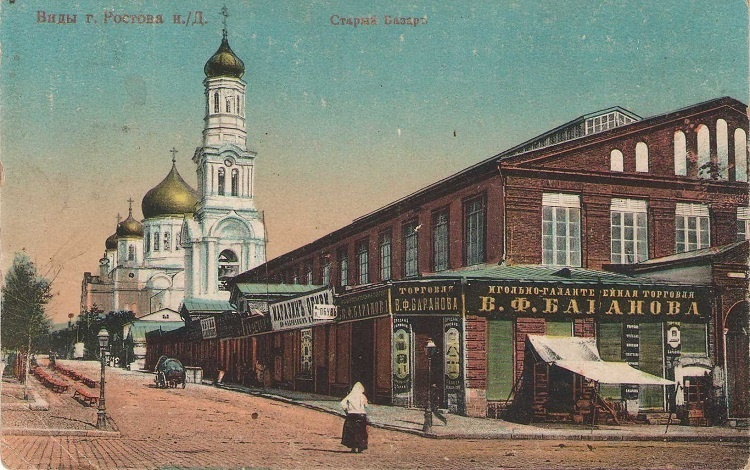
Центральный рынок, 1906 год
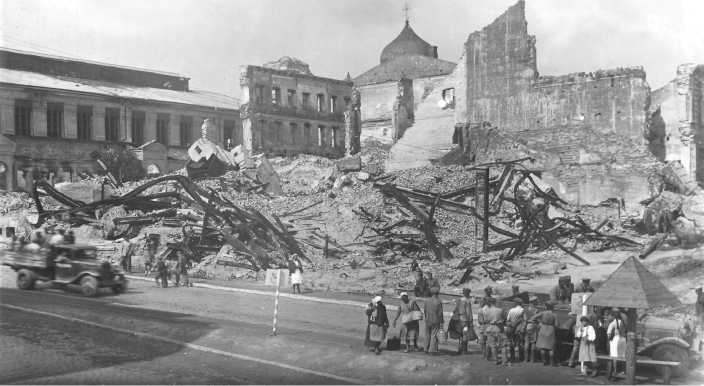
Рынок после войны
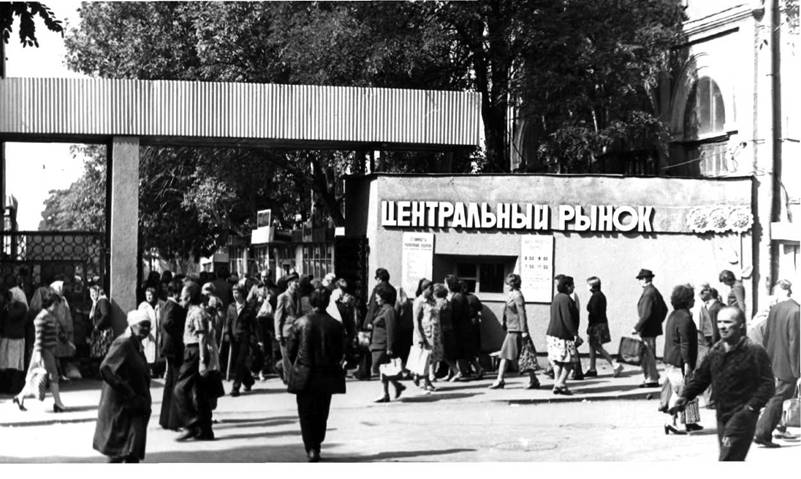
Рынок в советское время

Бурная вторая жизнь Старого базара началась с начала 1990-х годов, когда прежде муниципальное предприятие было акционировано. С этого момента в его реконструкцию и строительство новых капитальных сооружений были инвестированы значительные средства. В результате реконструированы вещевые павильоны № 1 и № 2. Построены ещё два крытых павильона, ныне вошедших в состав вещевого павильона № 2. Реставрирован исторический вид центрального входа в рынок со стороны проспекта Будённовский.

Современные фотографии
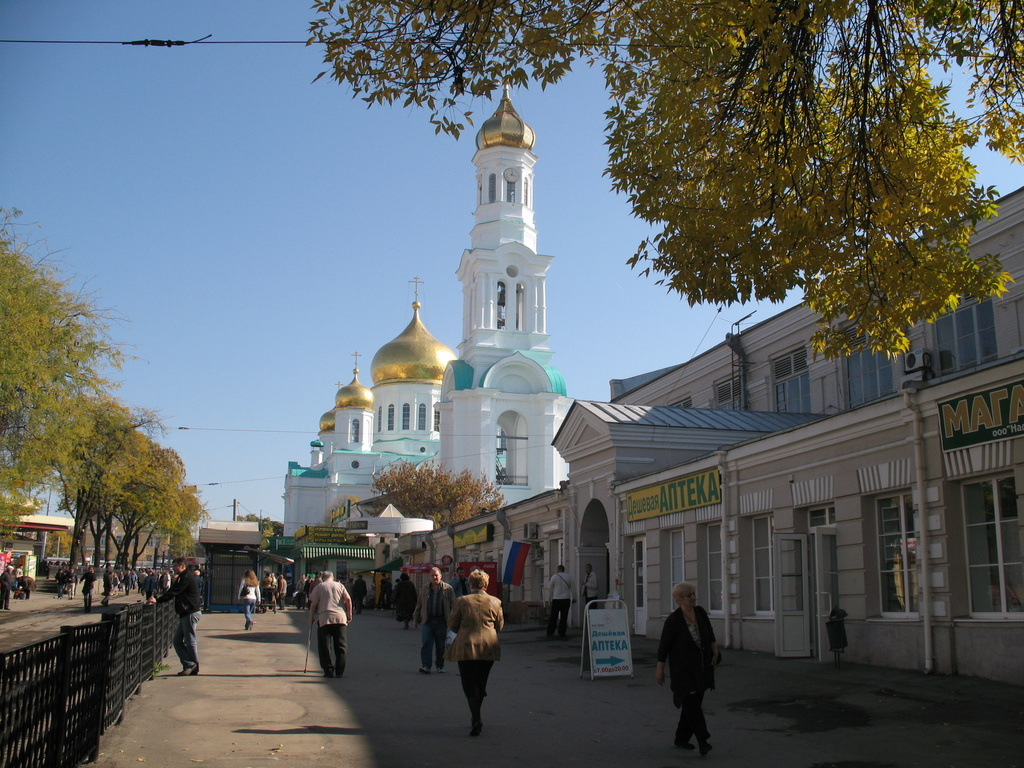
Вид на рынок c улицы Станиславского
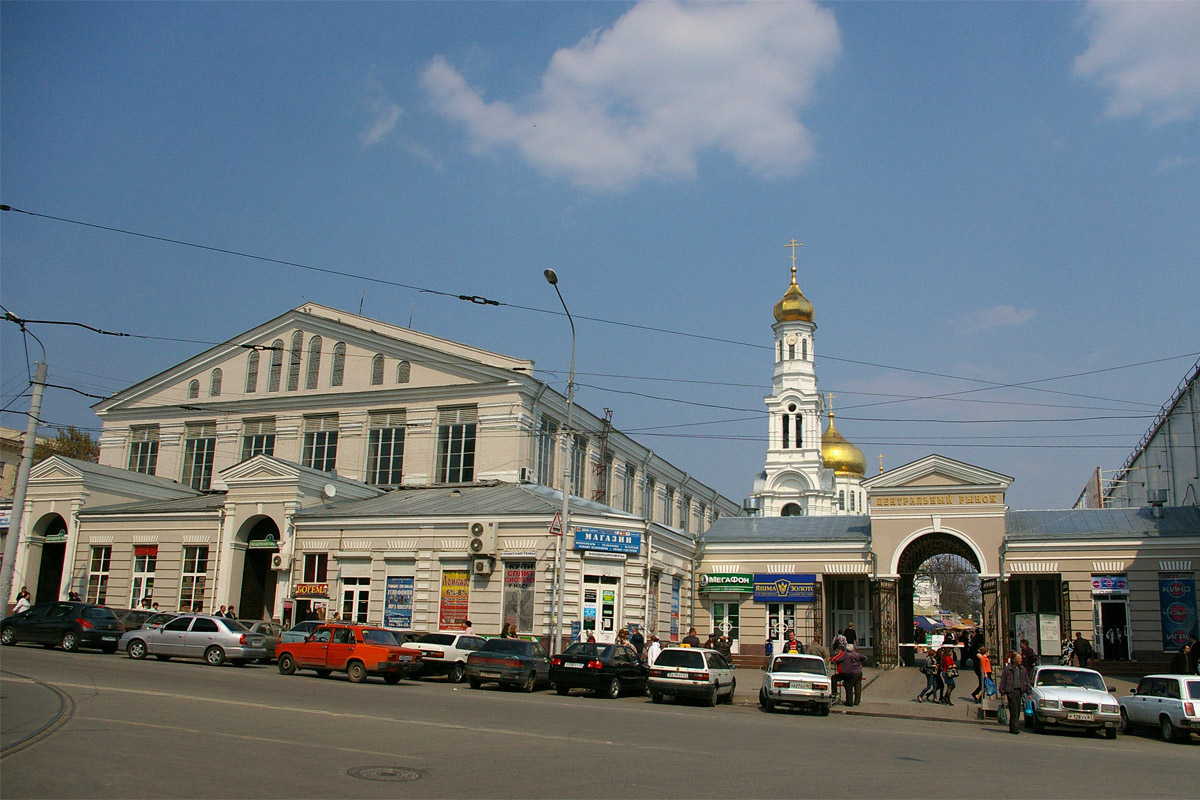
Вход на рынок с Будённовского проспекта
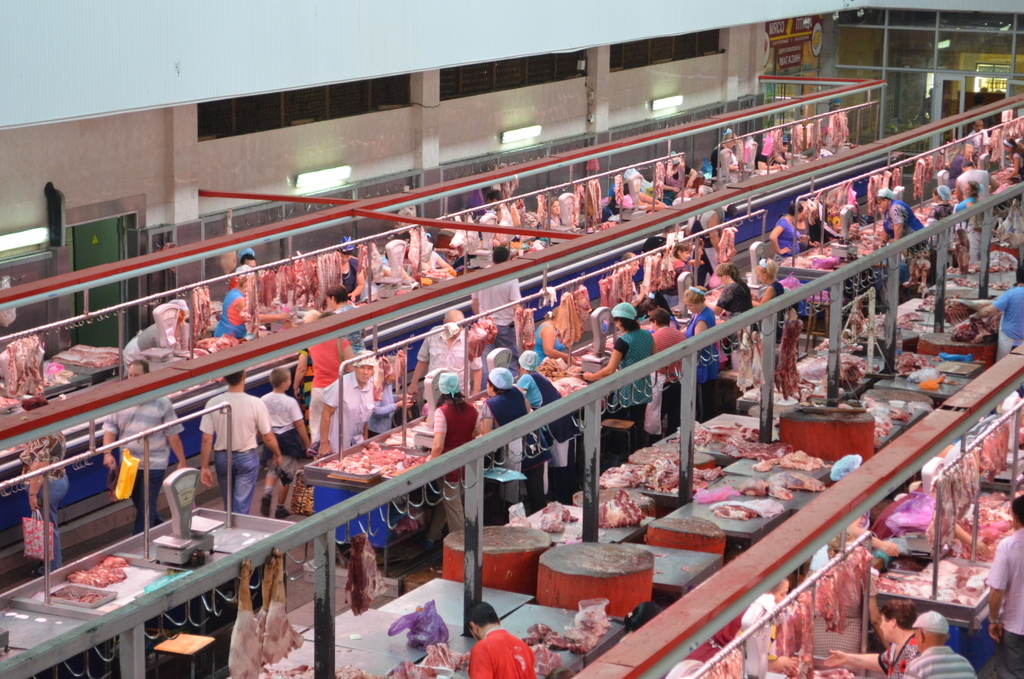
Мясные ряды Центрального рынка Ростова